# ハビレ
ハビレ Carcharhinus altimus はメジロザメ属に属するサメの一種。世界中の熱帯海域に分布し高度回遊性。深度90-430mの大陸棚縁の深海で見られるが、夜間には浮上してくる。全長2.7-2.8m。明瞭な前鼻弁・長く幅広い吻・三角形の上顎歯を持つ。胸鰭は長く、背鰭間に隆起がある。
海底付近で魚類や頭足類を食べる。胎盤性胎生。産仔数3-15で妊娠期間10か月。人への危険性は少ない。混獲され様々に利用されている。IUCNは準絶滅危惧としているが、個体数は減少している。

## 分類
1950年、サメの専門家Stewart SpringerによってEulamia altimaとして、学術誌American Museum Novitatesに記載された。その後Eulamia属はCarcharhinus属のシノニムとされた。種小名altimusはラテン語のaltus(深い)に由来し、比較的深い場所に生息することを表したものである。タイプ標本は体長1.3mの未成熟雌で、1947年4月2日、フロリダキーズのCosgrove Reef沖で捕獲されたものである。種記載前には、フロリダの漁師にKnopp's sharkと呼ばれていた。
1982年のJack Garrick、1988年のLeonard Compagnoによる形態系統学研究によると、本種は大きく三角形の歯・背鰭間の隆起で特徴付けられるobscurus群に位置し、ドタブカ・ガラパゴスザメなどと近縁であるとされた。だが、1992年のGavin Naylorによるアロザイム配列を用いた研究では、メジロザメの姉妹群とされ、これと合わせて"ridge-backed"群の2つの枝の1本をなす。

## 分布

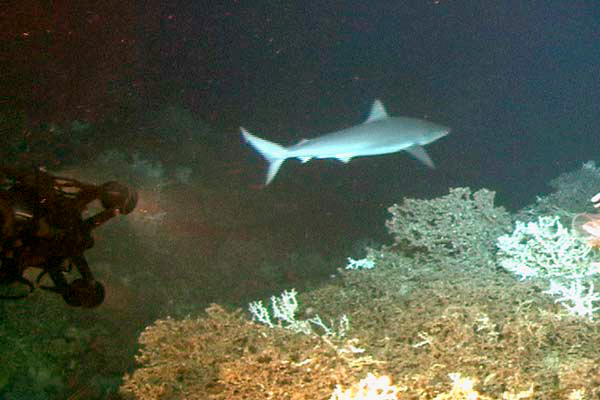
深い海底に生息する。

世界中から疎らに記録があり、おそらく世界中の熱帯・亜熱帯海域に生息している。大西洋ではデラウェア湾からブラジル・地中海・西アフリカ沖。インド洋では南アフリカ・マダガスカル・紅海・インド・モルディブ。太平洋では中国からオーストラリア・ハワイ周辺・カリフォルニア湾からエクアドルで記録がある。フロリダ沖・バハマ・西インド諸島ではよく見られるが、ブラジルや地中海では珍しい。
普通は大陸棚外縁・上部大陸斜面の深度90-430mの海底で見られる。若魚は深度25mまで浮上することもある。夜間は海面近くで捕獲されるため、日周鉛直移動を行うようである。北西大西洋では季節回遊すると推測されており、夏はアメリカ合衆国東海岸沖、冬はメキシコ湾やカリブ海で見られる。1600-3200kmを移動することが記録されている。

## 形態

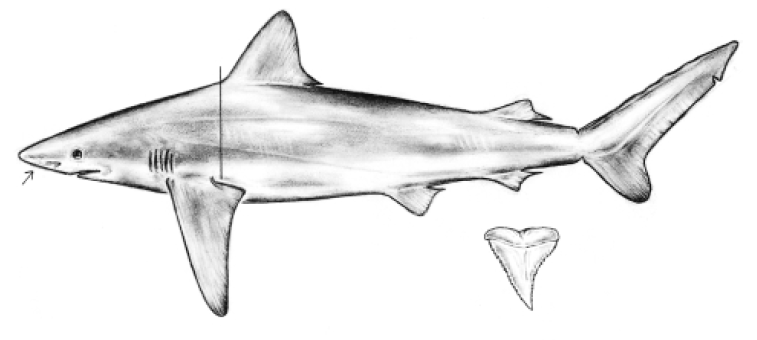
明瞭な前鼻弁・三角形の上顎歯・比較的前方にある第一背鰭が特徴。

体は頑丈で、吻は長くて幅広く先端は丸い。鼻孔にはよく発達した三角形の前鼻弁がある。眼は少し大きくて丸く、瞬膜がある。口は広く湾曲し、口角に明らかな溝はない。上顎歯列は左右に14–16で、長く幅広で三角形の尖頭、鋸歯状の縁を持つ。中央の歯は直立するが、側方の歯は傾斜する。下顎歯列は左右に14–15で、細く直立し、非常に細かい鋸歯がある。5対の鰓裂は多少長い。
胸鰭は長くて幅広く、先端は尖り縁はほぼ直線。第一背鰭は胸鰭基部後端から始まり、かなり高く鎌状、先端は丸く後端は長い。第二背鰭は臀鰭の少し前方で、比較的大きく後端は短い。背鰭間の中央線上に高い隆起がある。尾鰭付け根上部の尾柄には、三日月型の凹みがある。尾鰭下葉は大きく、上葉先端には強い欠刻がある。皮歯は近接しているが重なってはおらず、個々は楕円形で3本の水平隆起が縁まで続く。背面はブロンズ-灰色で、体側に微かに淡い筋が走る。腹面は白で、鰓に沿って緑の光沢が見られることもある。腹鰭以外の鰭の先端は暗く、特に若魚で顕著。最低でも雄は2.7m、雌は2.8mになり、3mに達する可能性もある。最大で168kgの個体が報告されている。

## 生態

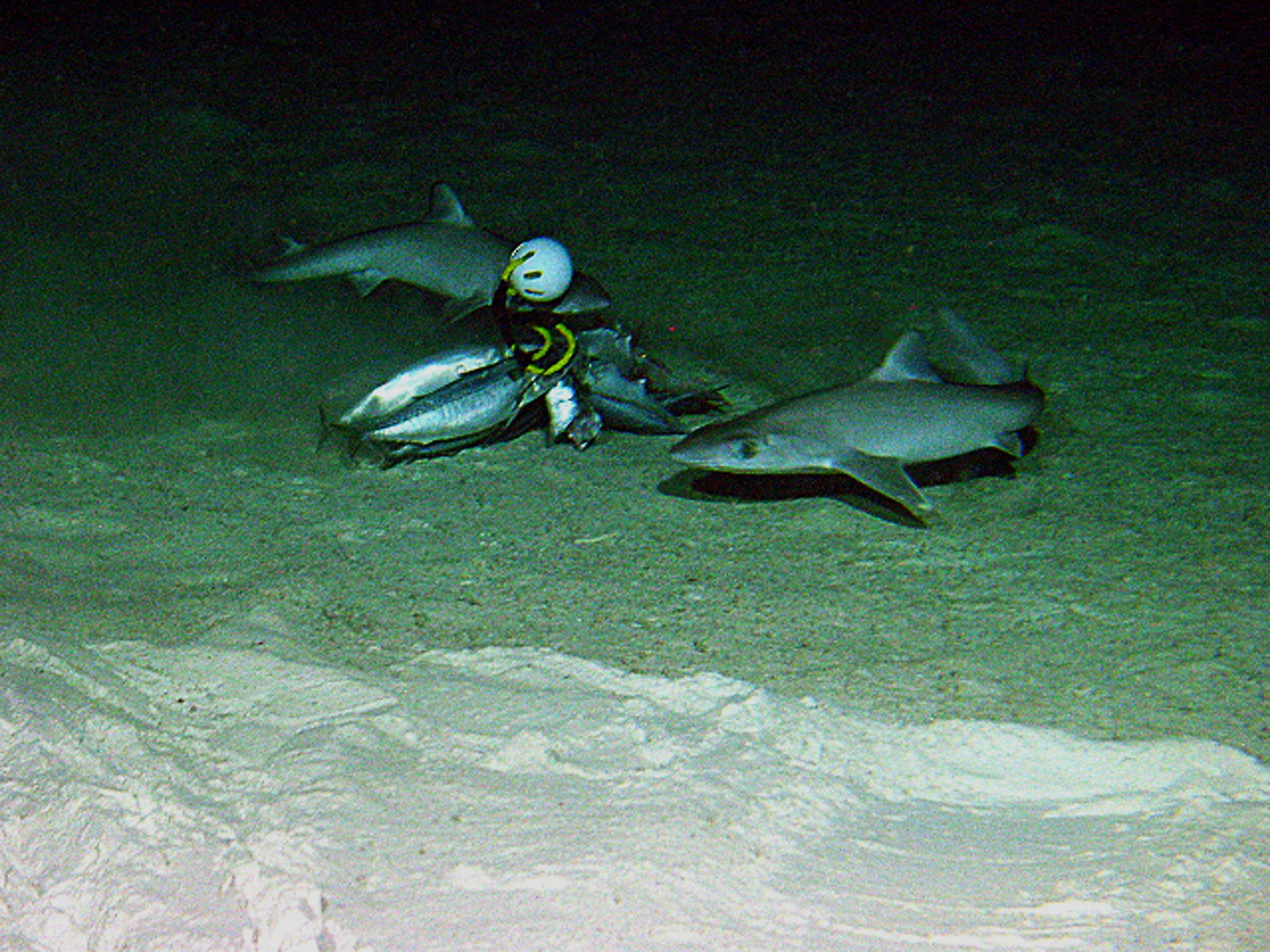
フトツノザメなどのツノザメも餌に含まれる。

餌は主に底生生物で、エソ・ニベ科・カレイ・アカグツ科などの硬骨魚、ツノザメ属・ナガサキトラザメ属・アカエイ科・ギンザメ目などの軟骨魚類、頭足類など。小型個体が共食いされることも考えられる。他のメジロザメ類と同じように胎生で、卵黄を使い切った胎児は卵黄嚢を胎盤に転換し、母体から栄養供給を受ける。産仔数3-15だが普通は7、妊娠期間は10か月。複数の雄に由来する子を同時に妊娠できる。 出産は地中海で8-9月、マダガスカル沖で9-10月。新生児は70-90cm。雄は2.2m、雌は2.3mで性成熟する。平均21年間繁殖することができる。

## 人との関わり
大型であるため危険かもしれないが、深海性なので人が遭遇することはほとんどない。刺し網・底引き網・マグロ狙いの遠洋延縄などで混獲される。キューバではよく漁獲され、肝油・鮫皮・魚粉などとして利用される。東南アジアでは肉、東アジアではふかひれが利用される。米国では利用されておらず、2007年の大西洋マグロ・カジキ・サメ類の漁業管理計画において漁獲が禁止された。オーストラリアでも利用されない。
IUCNは十分な個体数・漁獲データがないため、総合的には情報不足としている。だが、繁殖力が低く漁獲圧が高いため、動向に注意すべきと考えられる。モルディブでは減少しているデータがある。さらにほとんどの混獲が国際水域で起きているため、単一の資源に複数の漁業の影響が及んでいる。1995年の「魚類資源および高度回遊性魚類資源の保存管理に関する国連協定」において"高度回遊性魚種"とされたが、有効な保全対策は行われていない。北西大西洋では、IUCNは準絶滅危惧と評価している。明確なデータはないが、一般的にメジロザメと誤認されているため、米国での延縄漁に起因するメジロザメの減少は本種の減少も示すと考えられる。オーストラリアでは重大な危機に晒されてはおらず、軽度懸念とされている。
飼育に関しては、1988年以前に国営沖縄記念公園水族館時代の沖縄美ら海水族館で2.3mの個体を5年4か月という長期にわたり飼育展示に成功した。